# Hidro-halogenação
Uma reação de hidroalogenação é a adição eletrofílica de ácidos halogenídricos como o cloreto de hidrogênio ou brometo de hidrogênio a alquenos resultando os correspondentes haloalcanos.